# Медиља
Медиља (итал. Mediglia) је насеље у Италији у округу Милано, региону Ломбардија.
Према процени из 2011. у насељу је живело 1832 становника. Насеље се налази на надморској висини од 94 м.

## Становништво
Према резултатима пописа становништва 2011. у општини је живело 12.080 становника.
| 1931. | 1936. | 1951. | 1961. | 1971. | 1981. | 1991. | 2001.  | 2011.  |
| ----- | ----- | ----- | ----- | ----- | ----- | ----- | ------ | ------ |
| 2.940 | 3.060 | 3.574 | 3.481 | 6.113 | 6.170 | 8.413 | 10.287 | 12.080 |